# Umenomiya-taisha
L'Umenomiya-taisha (梅宮大社) est un sanctuaire shinto situé dans l'arrondissement d'Ukyō-ku à Kyoto au Japon.

## Histoire
Le sanctuaire bénéficie du patronage impérial au début de l'époque de Heian. En 965, l'empereur Murakami ordonne que des messagers soient envoyés aux kamis gardiens du Japon pour les informer des événements importants. Ces heihaku sont d'abord présentés à seize sanctuaires et en 991, l'empereur Ichijō ajoute trois autres sanctuaires à la liste de Murakami. Trois ans plus tard, en 994, Ichijō affine la portée de cette liste composite en ajoutant l'Umenomiya-jinja (梅宮神社) et le Gion-jina, à présent connu sous le nom Yasaka-jinja.
De 1871 jusqu'en 1946, le Kibune-jinja est officiellement désigné parmi les kanpei-chūsha (官幣中社), ce qui signifie qu'il se tient au deuxième rang des sanctuaires financés par l'État

## Source de la traduction
- (en) Cet article est partiellement ou en totalité issu de l’article de Wikipédia en anglais intitulé « Umenomiya Shrine » (voir la liste des auteurs).